# Talento (categoria di spumanti)
La menzione Talento è riservata a tutti gli spumanti italiani ottenuti tramite la seconda rifermentazione in bottiglia (metodo classico), utilizzando esclusivamente le varietà Chardonnay, Pinot Nero e Pinot Bianco certificate DOC, con un minimo di 15 mesi di affinamento sui lieviti e solamente di tipologia Brut (zucchero < 12 gr/l).
La categoria di Spumanti Italiani denominati Talento è garantita e tutelata dal decreto del 13 maggio 2010 del Ministero delle politiche agricole italiano.